# Ardisia megistophylla
Ardisia megistophylla är en viveväxtart som beskrevs av Cyrus Longworth Lundell. Ardisia megistophylla ingår i släktet Ardisia och familjen viveväxter. Inga underarter finns listade i Catalogue of Life.